# 韌皮樸麗魚
韌皮樸麗魚，為輻鰭魚綱鱸形目隆頭魚亞目慈鯛科的其中一種，分布於非洲愛德華湖與喬治湖流域，棲息深度可達10公尺，體長可達14公分，棲息在沙底質、莎草生長的水域，生活習性不明。

## 擴展閱讀
維基物種上的相關：韌皮樸麗魚